# عبد الظاهر أبو السمح

محمد عبد الظاهر بن محمد نور الدين أبو السمح الفقيه، و ((محمد عبدالظاهر))  كذا مركباً ، وفي بعض المصادر :((عبدالظاهر)) اختصاراً و حيث يقدمون اسم محمد على الاسم الأصلي للمولود؛ تبركاً باسم النبي صلى الله عليه وسلم. و ((الفقيه)) نسبةٌ لـ ((آل الفقيه))، وهي أٌسرةٌ عربية تنتمي لقبية ((بني سليم)) العدنانية، كما تعرف عائلته -أيضاً- بـ آل ((جلال)). عالم أزهري وأحد أئمة الدعوة إلى السنة في مصر، والإمام والمدرس بالحرم المكي في عهد الملك عبد العزيز، ولد ببلدة التلين التابعة لمحافظة الشرقية بمصر، في عام 1300 هـ ويكون أخيه هو الإمام عبدالمهيمن بن محمد أبو السمح

## نشأته
ينحدر الشيخ من عائلة عُرفت باهتمامها بالقرآن، فأتم حفظه على يد والده في سن التاسعة ثم التحق بالأزهر فقرأ روايات القرآن السبع، كما اهتم بالتفسير والفقه واللغة العربية. تلقى تعليمه على يد عدد من الشيوخ كمحمد الشنقيطي ومحمد عبده، وكان يحضر مجلس الشيخ محمد عبده وهو صغير السن.
وبعد سنين من طلبه للعلم وعدة محاورات بينه وبين العلامة محمد الشنقيطيِ؛ اعتنق الشيخ أبو السمح المذهب السلفي، فعكف على دراسة كتب ابن تيمية وابن القيم وغيرهما، وساعده في ذلك طلبه للقرآن والسنة.
وقد عمل بمدرسة بالسويس، ثم عاد للقاهرة وطلب العلم بمدرسة دار الدعوة، ثم عين مدرساً بالإسكندرية، وهناك قام يدعو إلى الله، مما أدى إلى انخفاض عدد زائري المشاهد والأضرحة وازدياد المصلين في المساجد، مما أدى إلى اعتداءات نفسية وبدنية عليه من قبل بعض أتباع الطرق الصوفية.

## إمامته للحرم المكي
طلب الملك عبد العزيز بن عبد الرحمن آل سعود من الشيخ أن يكون إماماً للحرم المكي، ومدرساً به وبدار الحديث بمكة المكرمة؛ فقبل الشيخ فتفرغ للإمامة والتدريس ليكون ثالث شيوخ الحرم المكي في العهد السعودي بعد الشيخ عبد الله بن حسن آل الشيخ والشيخ عبد العزيز بن عبد الله بن حسن آل الشيخ. وكان معه خليفته في الإمامة المكية الشيخ محمد عبد الرزاق حمزة. و هو أول من استعمل مكبر الصوت في الحرم المكي.

## تأثيره
الشيخ / محمد عبد الظاهر أبو السمح إمام وخطيب الحرم المكي 1300هـ - 1370هـ/ 1880 - 1950 م.

## أبناؤه
- محمد عبد الظاهر بن محمد نور الدين الفقيه ( أبو السمح).
- محمود عبد الظاهر بن محمد نور الدين الفقيه (أبو السمح).
- عبد اللطيف عبد الظاهر بن محمد نور الدين الفقيه (أبو السمح).
- عبد الرحمن عبد الظاهر بن محمد نور الدين الفقيه (أبو السمح).
- أنس عبد الظاهر بن محمد نور الدين الفقيه (أبو السمح).
- عبدالله عبدالظاهر بن محمد نور الدين الفقيه (أبو السمح).
- سهيل عبد الظاهر بن محمد نور الدين الفقيه (أبو السمح)]].
- عاصم عبد الظاهر بن محمد نور الدين الفقيه (أبو السمح)]].

## مولده
ولد في بلدة التلين مركز منيا القمح مديرية الشرقية 1300هـ. الموافق 1880 م.

## والده
الشيخ / محمد نور الدين الفقيه، وقد حفظ القرآن الكريم على يديه، وهو في التاسعة من عمره

## تعليمه
طلب العلم في الأزهر، ثم في مدرسة المعلمين الأولية. وقد حضر مجلس الشيخ / محمد عبده. حصل على شهادة كفاءة المعلمين. ثم عمل مدرسًا بمدرسة ابتدائية بالسويس. اشتغل بالتدريس، ثم التحق بدار الدعوة التي أنشأها رشيد رضا. كان يتعلم فيها ويعلم تجويد القرآن الكريم والخط. في سنة 1914 بعد إغلاق دار الدعوة انتقل الشيخ أبو السمح إلى الإسكندرية معلمًا خاصًّا لأبناء محمود الديب باشا. تزوج في الإسكندرية أخت الشيخ محمد بن عبد الرزاق حمزة، وكان قد تزوج قبلها مرتين أنجب من إحداهما ابنه الأكبر عبد اللطيف أبو السمح. وقد رزق الشيخ أبو السمح من أخت الشيخ حمزة ثلاثة أبناء وثلاث بنات. وقد تزوج للمرة الرابعة زوجة أعقب منها ثلاثة أبناء وثلاث بنات. فصار مجموع أبنائه وبناته أربعة عشر.

## جهوده في نشر دعوة التوحيد
بدأ الشيخ أبو السمح دعوته إلى توحيد الله - عز وجل - في الإسكندرية، وقد استجاب له كثير ممن أكرمهم الله بالهداية والانتفاع بدعوته ؛ حتى كون جماعة قوية تناصره، وتؤيد دعوة الحق مما حرك الصوفية فألبوا عليه، وأغروا به أتباع كل ناعق، فآذوه أشد الأذى فكانت معارك وقضايا في المحاكم - خرج منها الشيخ - مؤيدًا منصورًا.

## الحج
وقد أدى الشيخ أبو السمح فريضة الحج في سنة 1345 هـ. وذلك عندما دعاه عاهل السعودية الملك عبد العزيز عضوًا في مؤتمر مكة المكرمة ذلك العام.
لما كان الله قد جعل من الشيخ أبو السمح وعاء كريمًا من أوعية القرآن الكريم وأعطاه مزمارًا من مزامير آل داود، فقد طلب إليه الملك عبد العزيز آل سعود أن يكون إمامًا وخطيبًا للحرم المكي لما أعجبه من رخامة صوته وعذوبة تلاوته للقرآن.
وقد أشجى الشيخ أبو السمح وأبكى المصلين خلفه من الوافدين إلى بيت الله من كل فج عميق خصوصًا في صلاة الفجر. قرابة ربع قرن (من السنين). وكان موضع تقدير ولاة الأمر حينذاك، ولم تقف جهوده عند إمامة الناس بالمسجد الحرام، بل كانت له جهود أخرى في سبيل نشر دعوة التوحيد.

## إسهاماته
وكانت له إسهامات طيبة في نشر العلم الصحيح، وتصحيح المفاهيم.
ومن هذه الجهود :
1. درس كان يلقيه في الحرم الشريف يزكي به النفوس ويطهر به القلوب من أدران البدع والخرافات.
2. كان له أثر كبير في تأسيس دار للحديث بمكة سنة 1352هـ على غرار ( دار الدعوة والإرشاد )، ورحب الملك عبد العزيز بها وخصص لها مساعدة مالية سنوية، وبلغ من إعجابه بها وبصاحبها أن جعل دار الأرقم بن أبي الأرقم مقرًّا لها.
3. وقد ظل الشيخ أبو السمح مديرًا لدار الحديث ثمانية عشر عامًا موجهًا طلبتها وجهة الكتاب والسنة عملاً وعلمًا، وقد استعان بصهره الشيخ محمد بن عبد الرزاق حمزة ليعمل مساعدًا له ومعلمًا بالدار، وذلك بعد أن أصابته الشيخوخة المبكرة والضعف والوهن حتى عجز في آخر أيامه عن الإمامة والخطابة بالحرم إلا نادرًا.

## وفاته
توفي في الساعة الثالثة من صباح يوم الاثنين العاشر من رجب 1370 من الهجرة النبوية 1950م وقد جاوز نصف العقد السابع، وكانت وفاته بمستشفى الجمعية الخيرية الإسلامية بالقاهرة أثر تسمم كان نتيجة التهاب في الكليتين، وقد كان يشكو من قديم مرض السكر، فنشأ عن ذلك ضعف في القلب وهبوط في قواه.

## مؤلفاته
1. كتاب «حياة القلوب في معاملة علام الغيوب».
2. الرسالة المكية.
3. كرامات الأولياء.
4. الحج وفق السنة المحمدية.
5. وله نظم كثير.

## ماذا قالوا عنه
1. الملك عبد العزيز عاهل الجزيرة العربية وقتذاك قال عنه في برقية العزاء التي أرسلها إلى عبد اللطيف أبو السمح : مصابنا مصابكم، وأمر باستضافة عائلته بالحجاز، وهذا إنما يدل على مكانة الرجل عند ملك السعودية وعظماء رجال الدولة.
2. وقد قال عنه الشيخ محمد بن عبد الرزاق حمزة: " فقد الإسلام داعية من دعاته، وفقدت السنة بطلاً من أنصارها، وفقد المسجد الحرام إمامًا كان أهلاً لإمامته، وفقد القرآن المجيد وعاء من أوعيته، ومزمارًا من مزامير آل داود، مرتلاً لآياته بصوته الرخيم أمام وجه الكعبة ربع قرن من الزمان، وفقدت العبادة الخالصة تقيًّا من تقاة المؤمنين.
3. وفقدت دار الحديث المكية إدارة رشيدة، وسندًا ساندًا وتوجيهًا حكيمًا. ماذا أبكي فيه، أعشرة ثلاثين عامًا في مذاكرة العلم من تفسير القرآن وتفهمه، وإحياء السنة متنًا وسندًا وفقهًا ؟ أم أبكيه صهرًا كريمًا وأبًا رحيمًا لأولاد أختي ؟ أم تبكيه كرام وجوه زوار بيت الله الحرام في داره حينما يدعوهم إلى الزيارة والأنس والتعارف وربط مودة الإسلام، فينصرفون من داره تبهرهم محاسن أخلاقه ولطف محضره وأنس حديثه، وبشاشة وجهه، وكرم ضيافته ؟ أم تبكيه عبقرية الشعر الذي خدم به دينه والصالحين من عباده، غير متآكل به ؟ إلا أن ذروة الأمر وسنامه، أنه فارس للقرآن حفظًا وتجويدًا ورخامة صوت ونداوة تلاوة، وعذوبة قراءة.
4. وقال عنه الشيخ إبراهيم بن عبيد في ( تذكرة أولي النهي ) : ( كان رجلاً عاقلاً أديبًا ذا بشاشة وتواضع رزينًا، له لحية كثة بيضاء ممتلئ الجسم، بهي المنظر كان لخطبته وقراءته وقع عظيم في النفوس.

1. قام بعمل عدد كبير من المحاضرات والمناظرات حضرها وإتبعه عددٌ كبير من مشايخ الأزهر، ومن أبرزهم العالم الأزهري محمد عبد الرزاق حمزة، وبعد هذا الجهد إزدادت شهرة الشيخ كعالم كبير ومناظر لا يشق له غبار.

### تأثيره كمؤسس
أسس الشيخ حركة أنصار السنة المحمدية بالإسكندرية، والمعنية بالتعريف بالمذهب السني السلفي في مصر، وأسس أيضاً دار الحديث بمكة المكرمة.

### مؤلفاته الدينية
للشيخ العديد من المؤلفات والرسائل، منها
1. الرسالة المكية في الرد على الرسالة الرملية
2. حياة القلوب بدعاء علام الغيوب
3. الأولياء
4. الكرامات

### مؤلفاته الأدبية
كان الشيخ كاتبا للشعر العربي الفصيح، وقد كتب هذه النونية:

## وفاته
توفي الشيخ بمصر عام 1370هـ.